# Basileios I. Skamandrenos
Basileios I. Skamandrenos (Βασίλειος ὁ Σκαμανδρηνός Basíleios ho Skamandrēnós) war von 970 bis 973 Ökumenischer Patriarch von Konstantinopel.

## Leben
Basileios lebte als Einsiedler und Asket am bithynischen Olymp. Nach dem Tod des Patriarchen Polyeuktos wählte Kaiser Johannes Tzimiskes ihn als Nachfolger aus. Am 13. Februar 970 wurde er in Konstantinopel zum Patriarchen geweiht.
Seine Amtszeit währte drei Jahre und sechs Monate; sie war dadurch gekennzeichnet, dass Basileios sein gewohntes strenges asketisches Leben auch als Patriarch fortführte. Der Chronist Leon Diakonos ergänzte: „Es heißt, dass der Mann nur einen Fehler hatte: er war außerordentlich neugierig in bezug auf das Verhalten und Benehmen anderer Menschen; er war ein Wichtigtuer und fragte mehr nach, als er hätte tun sollen.“
Eine Intrige von Bischöfen führte seinen Sturz herbei; er verweigerte es, sich vor einem kaiserlichen Gericht zu den Vorwürfen zu äußern. Daraufhin verbannte Johannes Tzimiskes ihn in ein Kloster am Skamandros (= Karamenderes Çayı), das Basileios selbst gegründet hatte. Es befand sich nahe bei dem Ort Kyzikos. Erst nach mehrmonatiger Vakanz wurde das Amt des Patriarchen neu besetzt.